# Sant’Antonio da Padova in Via Merulana

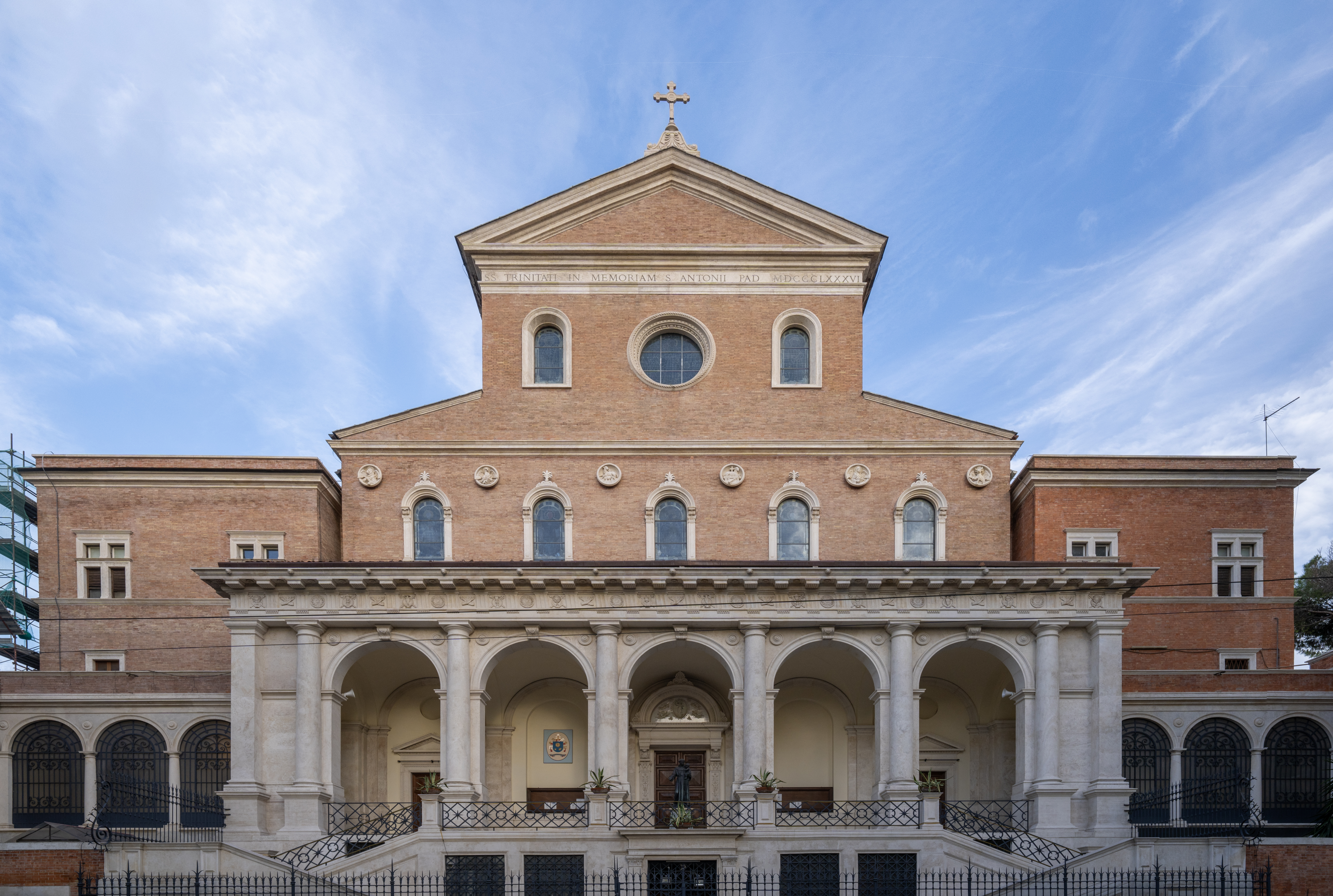
Eingangsansicht

Sant’Antonio da Padova in Via Merulana, auch Sant’Antonio da Padova all’Esquilino (lat.: S. Antonii Patavini de Urbe) ist eine Kirche in Rom. 
Die vom Franziskanischen Orden ab 1884 erbaute Kirche wurde am 18. Dezember 1888 auf den Heiligen Antonius von Padua geweiht. 1931 erfolgte die Ernennung zur Basilica minor und am 12. März 1960 die Erhebung durch Papst Johannes XXIII. zur Titelkirche der römisch-katholischen Kirche (lat. Titulus Sancti Antonii Patavini de Urbe). 
Die Kirche wurde von dem Architekten Luca Carimini geplant und hat auf der Eingangsseite zwei Treppenaufgänge zu einer Halle mit einer Statue des Antonius mit dem Jesuskind.
In der dreischiffigen Kirche, getrennt mit Säulengang aus rosa Granit, hat es Seitenkapellen und eine Galerie.
In den Nebengebäuden haben die Päpstliche Universität Antonianum, die Ordenshochschule der Franziskaner (OFM) ihren Sitz, des Weiteren auch die Internationale Marianische Päpstliche Akademie, das Collegio Internazionale S. Antonio (CISA) und die Fraternità Gabriele Allegra.
Die Kirche befindet sich im Stadtteil (XV. Rione) Esquilino in der Via Merulana, die die beiden Basiliken Santa Maria Maggiore und San Giovanni in Laterano verbindet. Sie ist eine Filialkirche von Santi Marcellino e Pietro al Laterano.

## Kardinalpriester
- Peter Tatsuo Doi (28. März 1960 – 21. Februar 1970)
- António Ribeiro (5. März 1973 – 24. März 1998)
- Cláudio Hummes (21. Februar 2001 – 4. Juli 2022)
- Américo Manuel Alves Aguiar (seit 30. September 2023)